# Jean-François Fortin (chef d'entreprise)
Pour les articles homonymes, voir Jean-François Fortin et Fortin.
Jean-François Fortin, né le 12 janvier 1947 à Coulonges-sur-l'Autize (Deux-Sèvres), est un chef d'entreprise français. 
Il dirige le groupe des Maitres laitiers du Cotentin et préside le club de football du Stade Malherbe Caen entre 2002 et 2018.

## Biographie

### Dirigeant des Maitres laitiers du Cotentin
Diplômé de l'École nationale de l'industrie laitière et agroalimentaire en 1969, Jean-François Fortin est embauché comme directeur commercial de la Coopérative laitière de la Gâtine et du centre-ouest (Colagaco) en 1973.
En 1986, cinq coopératives de la Manche s'unissent au sein des Maitres laitiers du Cotentin, dont il devient directeur général. Il met en place le recentrage du groupe autour de trois usines (ultra-frais, fromages à pâte pressée, crème et beurre classés Isigny AOC) et le développe en le dotant d'un pôle de distribution (France Frais). L'ensemble atteint un chiffre d'affaires annuel 550 millions d'euros en 2003, avec 1 300 coopérateurs et 650 salariés. En 2011, le chiffre d'affaires consolidé du groupe se monte à 1,3 milliard d'euros. 
En septembre 2011, Jean-François Fortin annonce de nombreux investissements pour le groupe et la construction d'une usine à Méautis toujours dans la Manche pour accentuer le développement des produits Isigny AOC. Le groupe dispose également d'un des plus importants réseaux de distribution de produits frais en France avec la société France Frais, les Fromageries Réaux (Camembert Réo), et de nombreuses crémeries prestigieuses dont la Mère Richard à Lyon,.
L'année 2016 marque un tournant stratégique pour le groupe Maitres Laitiers avec la signature d'un grand contrat avec le géant de l'agroalimentaire chinois Synutra pour la fourniture de briquettes de lait infantile en Asie. En janvier 2017 Jean-François Fortin annonce également le rachat de YéO (ancienne filiale du groupe Sodiaal - Yoplait) et devient leader sur le marché du yaourt bio en grande et moyenne surface.

### Président du club Stade Malherbe Caen
Jean-François Fortin est le président du Stade Malherbe Caen, le club principal club de football professionnel de Basse-Normandie, en 1996-1997, puis à partir de 2002. Il devient également à ce titre membre du conseil d'administration de la Ligue de football professionnel en 2009.
Sous sa direction, le SM Caen accède à quatre reprises en première division du championnat de France de football : en 2005 sous la direction sportive de Patrick Remy, en 2009 et 2012 sous la direction de Franck Dumas, puis en 2014 avec Patrice Garande sur le banc. Fortin se montre attaché à ses entraîneurs et les soutient même quand les résultats se dégradent. C'est ainsi que Dumas est maintenu en poste par Jean-François Fortin après chacune des deux relégations malgré une pression médiatique forte et la défiance croissante des supporters.
En novembre le club se trouve mêlé à l'affaire des « matchs présumés truqués » du Nîmes Olympique. Jean-François Fortin et le directeur de la sécurité du club Pilou Mokkedel sont mis en examen, le 20 novembre 2014, par les juges Serge Tournaire et Hervé Robert, en charge l'enquête ouverte en avril pour « corruption active et passive en lien avec des manifestations sportives donnant lieu à des paris sportifs ». Il revendique dès le départ son innocence. Xavier Gravelaine, recruté comme directeur général pendant l'été, assure l'intérim à la tête du club. En mars, le Ligue de football professionnel disculpe le président Fortin. Le 18 avril 2015, il est autorisé à reprendre son poste de président. Il se retire du club à la fin de saison 2017-2018, après un conflit avec les autres actionnaires du club. Gilles Sergent lui succède.
En septembre 2018, bien que précédemment disculpé par la LFP, il est reconnu coupable de corruption passive dans l'affaire par le tribunal correctionnel de Paris, et est à ce titre condamné à quinze mois de prison avec sursis et 15 000 € d'amende. Le 28 janvier 2020 il est finalement relaxé lors du procès en appel.

### Distinctions
Il est fait officier du Mérite agricole en 1995 et chevalier de la Légion d'honneur en 2002 par Hervé Gaymard.